# Dysdera spasskyi
Dysdera spasskyi är en spindelart som beskrevs av Dmitry Evstratievich Kharitonov 1956. Dysdera spasskyi ingår i släktet Dysdera och familjen ringögonspindlar. Inga underarter finns listade i Catalogue of Life.